# Alphonse de Candolle

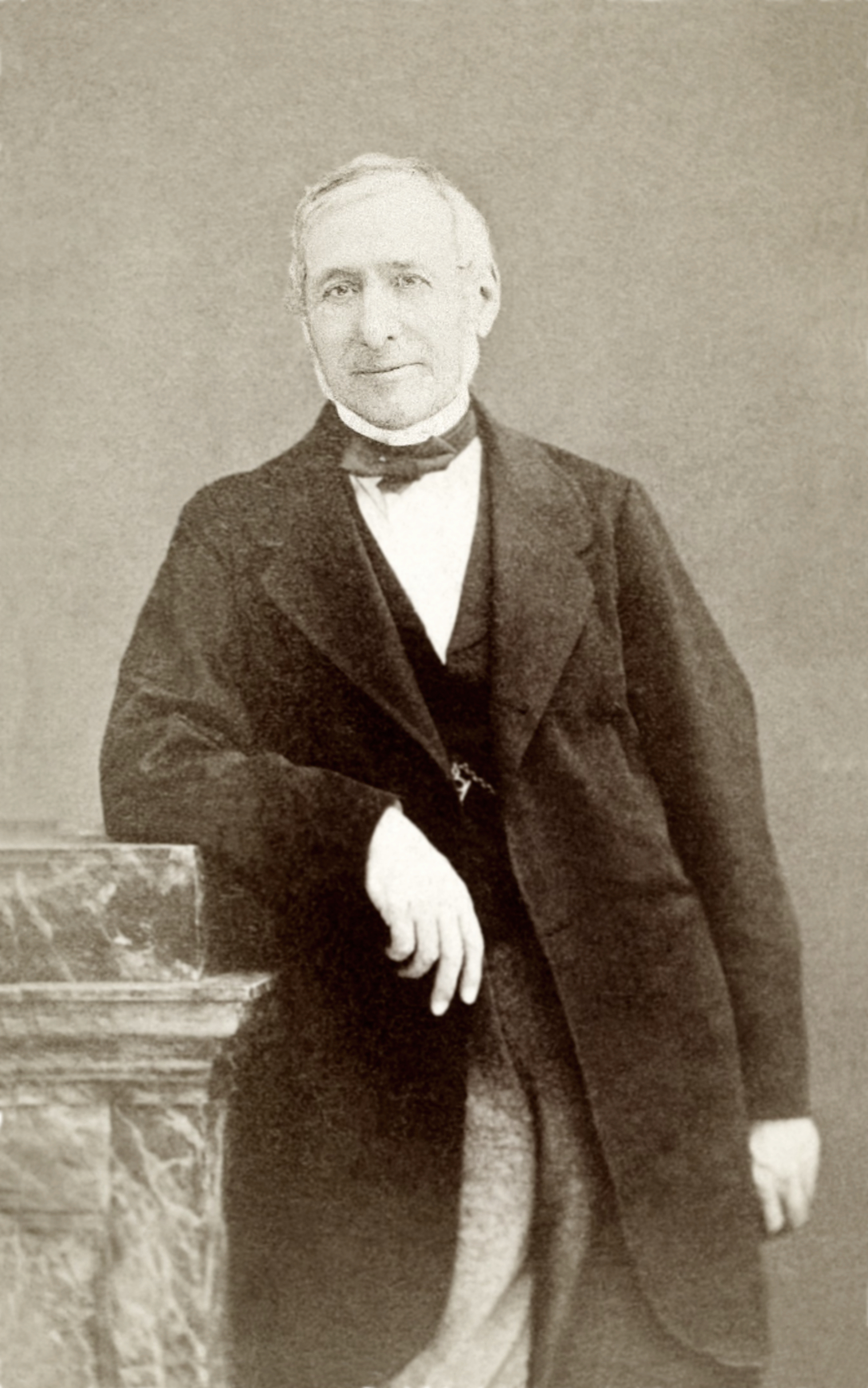
Alphonse Pyrame de Candolle

Alphonse Louis Pierre Pyrame de Candolle (* 27. Oktober 1806 in Paris; † 4. April 1893 in Genf) war ein Schweizer Botaniker und Wissenschaftssoziologe. Sein offizielles botanisches Autorenkürzel lautet „A.DC.“

## Leben und Wirken
Der Sohn des Augustin-Pyrame de Candolle studierte ursprünglich Jurisprudenz an der Universität Genf, wo er 1831 Honorarprofessor für Botanik wurde und 1835 den Lehrstuhl seines Vaters übernahm. Er führte dessen Werk Prodromus systematis naturalis regni vegetabilis als Herausgeber fort. Zusammen mit seinem Sohn Casimir Pyramus de Candolle veröffentlichte er mehrere botanische Werke. Er war Mitglied der Redaktion der von Louis van Houtte herausgegebenen botanischen Zeitschrift Flore des serres et des jardins de l’Europe. Nach dem Tode seines Vaters 1841 wurde er Direktor des Botanischen Gartens Genf.
Konservator des Herbariums de Candolle war zwischen 1884 und 1924 der Botaniker Robert Buser.
Ungewöhnlich für einen Botaniker war seine Beschäftigung mit dem Gebiet der Wissenschaftssoziologie. In seinem Buch Histoire des sciences et des savants depuis deux siècles analysierte de Candolle die Bedingungen, die dazu führen, dass sich herausragende Wissenschaftler entwickeln können. Er untersuchte unter anderem den Einfluss der Vererbung, der sozialen Stellung, des politischen Umfeldes und der Religion.

## Ehrungen
1889 wurde ihm die Linné-Medaille der Linnean Society of London verliehen. 1851 wurde er korrespondierendes Mitglied der Académie des sciences in Paris; seit 1874 war er associé étranger der Akademie.
Am 17. August 1891 wurde er als ausländisches Mitglied in den preußischen Orden Pour le Mérite für Wissenschaft und Künste aufgenommen. 1874 wurde er korrespondierendes Mitglied der Preußischen Akademie der Wissenschaften und 1859 auswärtiges Mitglied der Bayerischen Akademie der Wissenschaften. Im Jahr 1836 wurde er in die Leopoldina gewählt, 1847 in die American Academy of Arts and Sciences, 1858 in die Russische Akademie der Wissenschaften in Sankt Petersburg, 1869 als auswärtiges Mitglied in die Royal Society of London sowie als assoziiertes Mitglied in die Académie royale des Sciences, des Lettres et des Beaux-Arts de Belgique, 1870 als auswärtiges Mitglied in die Königlich Dänischen Akademie der Wissenschaften, 1877 als Ehrenmitglied in die Royal Society of Edinburgh, 1878 als auswärtiges Mitglied in die Königlich Niederländische Akademie der Wissenschaften und 1883 in die National Academy of Sciences.
Nach ihm wurde die Gattung Alphonsea Hook.f. & Thomson und Alphonseopsis Baker f. aus der Familie der Annonengewächse (Annonaceae) benannt.
Charles Darwin erwähnte de Candolle mehrfach in seinem Hauptwerk Die Entstehung der Arten und lobte im Bezug auf dessen Buch über die Gattung der Eichen die Einzigartigkeit der Materialfülle und deren Auswertung.

## Schriften
- Géographie botanique raisonné. 1856.
- Histoire des sciences et des savants depuis deux siècles. 1873.
- La phytographie ou l’art de décrire les végétaux considérés sous différents points de vue. 1880.
- Origine des plantes cultivées. 1882.